# Obergericht Stade
Das Obergericht Stade war ein großes Obergericht im Königreich Hannover. Es hatte seinen Sitz in Stade in Niedersachsen.
Nach der Revolution von 1848 wurde im Königreich Hannover die Rechtsprechung von der Verwaltung getrennt und die Patrimonialgerichtsbarkeit abgeschafft.
Zum 1. Oktober 1852 wurden 12 Große und 4 Kleine Obergerichte als Gerichte zweiter Instanz (vergleichbar mit heutigen Landgerichten), darunter das Obergericht Stade eingerichtet.
Dem Obergericht Stade waren folgende Amtsgerichte nachgeordnet:
- Amtsgericht Bremervörde
- Amtsgericht Freiburg/Elbe
- Amtsgericht Harsefeld
- Amtsgericht Himmelpforten
- Amtsgericht Buxtehude
- Amtsgericht Jork
- Amtsgericht Neuhaus an der Oste
- Amtsgericht Osten
- Amtsgericht Stade
- Amtsgericht Bützfleth
- Amtsgericht Wischhafen[3]

Zwischen 1854 und 1856 ließ das Obergericht Stade drei Menschen auf der Richtstätte von Riensförde hinrichten.
Mit der Annexion Hannovers durch Preußen 1866 wurde es zunächst zu einem preußischen Obergericht und wurde 1879 in das Landgericht Stade umgewandelt.